# Радвино (остановочный пункт)
Радвино — остановочный железнодорожный пункт Конотопской дирекции Юго-Западной железной дороги на линии Бахмач — Новобелицкая, расположенный в лесу между сёлами Великий Щимель и Попельня. Название из-за села Радвино, расположенного южнее.

## История
«Разъезд Радвино» был открыт в 1937 году на действующей ж/д линии Бахмач—Новобелицкая Юго-Западной железной дороги. Осуществлялись (О) продажа билетов на поезда местного следования без багажных операций. На топографической карте m-36-005 по состоянию местности на 1986 год обозначен. Разъезд был преобразован в остановочный пункт. 

## Общие сведения
Остановочный пункт представлен одной боковой платформой. Имеет 1 путь. Нет здания вокзала. 

## Пассажирское сообщение
Ранее ежедневно станция принимала поезда пригородного сообщения Бахмач — Сновск №№ 6501/6502/6503/6504 (с 11.07.2020 года).